# Bataille de Puerto de Carroza
Guerre d'indépendance du Mexique
La Batalla de Puerto de Carroza est une action militaire mineure de la guerre d'indépendance du Mexique qui eut lieu entre le 6 octobre 1810 et le 9 octobre 1810 à Puerto de Carroza, État de Guanajuato. Les forces insurgées y furent défaites par les royalistes commandés par le sergent major Bernardo Tello qui leur infligea de lourdes pertes et déplaça une petite colonne de rebelles. Cette  bataille fut décrite par la Gaceta de México comme  « la primera batalla campal de la insurgencia » (la première bataille rangée de l'insurrection).

## Contexte
Tandis que Félix María Calleja del Rey organisait la réaction royaliste à la prise de l'Alhóndiga de Granaditas, Manuel Flon réussit à atteindre l'État actuel de Guanajuato avec les troupes qui avaient quitté la ville de Mexico. Flon qui relevait des forces du Général de brigade Ignacio Garcia Rebollo rapporta qu'il y avait près de Puerto de Carroza une division de 600 hommes sous le commandement du sergent Bernardo Tello et que les forces insurgées étaient parvenues près de la ville de San Miguel del Grande, aujourd'hui San Miguel de Allende. Composée de l'infanterie royaliste, de volontaires de la ville de Celaya et de la compagnie des dragons Sierra Gorda, la division avait été formée en Querétaro avec des fugitifs européens et mise sous le commandement du capitaine Linares Antonio avec deux pièces d'artillerie.

## Bataille
Croyant que les insurgés n'étaient pas plus de 300, Bernardo Tello se dirigea vers la ville pour les harceler et susciter le combat mais découvrant que les insurgés à Puerto de Carroza comptaient plus de 3 000 hommes, la division royaliste se dispersa, l'affrontement lui paraissant perdu d'avance. À la tête du camp se trouvait la seule colonne de 180 hommes sous le commandement du capitaine Linares. Celui-ci décida d'avancer avec ses troupes, forçant la division royaliste à retourner au camp. L'après-midi du 9 octobre se déroula une action décisive à l'issue de laquelle les troupes insurgées, composée en majorité d'indigènes, se firent massacrer par l'artillerie espagnole dont ils ignoraient les effets.

## Sources
- BUSTAMANTE, Carlos María de (1846). Cuadro histórico de la revolución mexicana, comenzada en 15 de septiembre de 1810 por el ciudadano Miguel Hidalgo y Costilla, Cura del pueblo de los Dolores. (Impr. de JM Lara edición). México.